# Scopelopsis multipunctatus
El mictófido multipunteado (Scopelopsis multipunctatus), es una especie de pez marino, la única del género Scopelopsis, de la familia de los mictófidos o peces linterna. Su nombre científico procede del griego: skopelos (una especie de pez linterna) y opsis  (apariencia).

## Morfología
Alcanzan la madurez sexual con unos 6'2 cm y su longitud máxima descrita es de 8'1 cm. No tienen espinas, ni en la aleta dorsal ni en la anal, teniendo más de 20 radios blandos en ambas. Son luminiscentes, con hileras de fotóforos a lo largo de su cuerpo.

## Distribución y hábitat
Es un pez marino bati-pelágico de aguas profundas, oceanódromo, que habita en un rango de profundidad entre 3 y 2000 metros, Se distribuye circumglobal por el hemisferio sur, entre los 9° y 42° de latitud sur, de los océanos Atlántico, Pacífico y el Índico.
Exhiben estratificación por tamaños con la profundidad.